# Магістральне
Магістра́льне (каз. Магистральное) — село у складі Теректинського району Західноказахстанської області Казахстану. Входить до складу Аксуатського сільського округу.
У радянські часи село називалось Аул № 17.
Населення — 587 осіб (2021; 632 у 2009, 565 у 1999, 437 у 1989).